# Doellingeria dimorphophylla
Doellingeria dimorphophylla là một loài thực vật có hoa trong họ Cúc. Loài này được (Franch. & Sav.) G.L.Nesom mô tả khoa học đầu tiên năm 1994.